# Бирачко тело
Бирачко тело је скуп пуноправних грађана, оних који имају право гласа. Обично су ово грађани који су навршили или су старији од 18 година.